# Педро Дамян
Педро Дамян (на испански: Pedro Damián) е мексикански актьор, режисьор, продуцент, писател, сценарист и композитор, роден на 29 ноември 1952 г. в град Мексико.
Завършва специалност „Детска педагогика и комуникации“ в Технологичния институт за образование. По-късно специализира театрална педагогика в Лондон.
Баща е на актрисите Алекса Дамян и Андреа Дамян, брат е на актьора и режисьор Хуан Карлос Муньос и чичо на актьора Яго Муньос. От брака му с Вики Диас, се раждат близнаците Роберта Дамян и Дамян Дамян.

## Филмография

### Актьор

#### Кино
- Amar (2008) – Амадо
- Cansada de besar sapos (2006)
- Amarte duele (2002)
- Showtime (2002) – Сесар Варгас
- Collateral Damage (2002) -
- The Warden of Red Rock (2001) – Били
- Gringo viejo (1989) – Капитан Овандо
- Los confines (1987)
- Mundo mágico (1983)
- Caboblanco (1980) – Едуардо
- Mojado power (1979) – Николас Перес Паласиос
- Eagle's Wing (1979) – Хосе
- Anacrusa (1979) – Адомари
- La mujer perfecta (1977) – Пабло
- Ronda revolucionaria (1976)
- The return of a man called Horse (1976)
- Un amor extraño (1975)
- Los 7 pecados capitales (1975)
- La isla de los hombres solos (1974)
- Los cachorros (1971)

#### Телевизия
- S.O.S.: Sexo y otros secretos (2007) – Хенаро
- Непокорните
- Клас 406 (2003) – Варгас
- Полетът на орела (1994) – Хосе Мария Пино Суарес
- Върховно изпитание (1986) – Алфонсо
- Juegos del destino (1985) – Хавиер
- Bianca Vidal (1983) – Густаво
- Cachún cachún ra ra! (1981) – Професор Буенростро
- Ángel Guerra (1979)
- Унижение и оскърбление (1977)
- Светът на играчките (1974)
- Mi rival (1973) – Даниел
- Me llaman Martina Sola (1972)
- El amor tiene cara de mujer (1971) – Анибал

### Изпълнителен продуцент

#### Теленовели
- Лайк (2018)
- Да се будя с теб (2016)
- Италианската булка (2014/15)[1]
- Miss XV (2012)[2]
- Niña de mi corazón (2010)
- Verano de amor (2009)
- Lola, érase una vez (2007)
- Непокорните (2004/06)[3]
- Клас 406 (2002/03)
- Първа любов (2000/01)[4]
- Циганска любов (1999)
- Preciosa (1998)
- Mi pequeña traviesa (1997/98)
- Първа част на Ако Бог ми отнеме живота (1995)
- Затворничка на любовта (1994)
- Ángeles sin paraíso (1992/93)
- El abuelo y yo (1991/92)

#### Сериали
- RBD, la familia (2007)

#### Документални
- Adicción R (2005)
- RBD, qué hay detrás (2005)
- RBD, el fenómeno (2005)

### Режисьор
- Италианската булка (2014/15)
- Miss XV (2012)
- Циганска любов (1999)
- Preciosa (1998)
- Mi pequeña traviesa (1997/98)
- Ничии деца (1997)
- Лус Кларита (1996)
- Втора част на Затворничка на любовта (1994)
- Въртележка (1989/90)
- Pasión y poder (1988)
- Петнадесетгодишна (1987/88)
- Бедната госпожица Лимантур (1987)
- Бедна младост (1986/87)
- Втора част на Да живееш по малко (1985/86)
- Първа част на Principessa (1984)
- Звяр (1983/84)
- Втора част на Chispita (1982/83)

## Награди и номинации
Награди TVyNovelas (Мексико)
| Година | Категория            | Теленовела         | Резултат  |
| ------ | -------------------- | ------------------ | --------- |
| 2016   | Най-добра теленовела | Италианската булка | Номиниран |
| 2013   | Най-добър сериал     | Miss XV            | Печели    |
| 2006   | Най-добра теленовела | Непокорните        | Номиниран |
| 2003   | Най-добра теленовела | Клас 406           | Номиниран |
| 2001   | Най-добра теленовела | Първа любов        | Номиниран |
| 1993   | Най-добра теленовела | El abuelo y yo     | Номиниран |
| 1989   | Най-добър режисьор   | Pasión y poder     | Номиниран |